# Jadwiga (winorośl)
Jadwiga – odmiana uprawna winorośli wyhodowana w 1907 r. przez Ignacego Urbańskiego, nauczyciela z Pleszewa w Wielkopolsce.  Jest to krzyżówka odmian Julianna i Agostenga.

## Charakterystyka winorośli
Wzrost krzewu umiarkowany. Pędy sztywne i proste, zaczerwienione od strony grzbietowej międzywęźli. Liście 5-klapowe z głębokimi zatokami bocznymi i zatoką przy ogonkową w kształcie litery U (jak u odmiany Chasselas). Kwiaty obupłciowe (samopylne). Wierzchołki pędów (koronki) całkowicie otwarte (jak u winorośli właściwej). Płodność dolnych trzech pąków u nasady łozy bardzo słaba. Grona średniej długości około 12 cm i masie ok. 190g w kształcie stożka, zagęszczone. Jagody zielonożółte, szeroko-elipsoidalne do okrągłych o średnicy ok. 18 mm i masie około 2g najczęściej z trzema nasionami. Miąższ kruchy o neutralnym smaku.

## Fenologia
Dojrzewa wcześnie, po około dwóch tygodniach po odmianie Perła Czabańska, prawie równocześnie z odmianą Pinot Noir Precoce. Suma aktywnych temperatur około 2200 zależnie od stanowiska uprawy. W polskich warunkach klimatycznych wymaga ochrony przed przemarzaniem. Drewnienie łozy słabe. Podatna na choroby grzybowe.

## Cięcie
Dobrze owocuje przy długim cięciu na 8-12 pąków.

## Rozpowszechnienie
W okresie międzywojennym powszechnie uprawiana w Wielkopolsce
Występuje w zbiorach ampelograficznych Białorusi, Ukrainy i Czech. W Polsce jedynie w prywatnych kolekcjach amatorskich.